# Piteå landsförsamling
Piteå landsförsamling var en församling i Luleå stift och i Piteå kommun. Församlingen uppgick 2010 i Piteå församling.

## Administrativ historik
Församlingen bildades på 1320-talet genom utbrytning ur Skellefteå landsförsamling under namnet Piteå församling, namnbyte till detta genomfördes 1686. Ur församlingen utbröts omkring 1330 Luleå församling, 1580/1606/1614 Arvidsjaurs församling, 1686 Piteå stadsförsamling och 1809 Älvsby församling.
Enligt beslut den 31 mars 1905 skulle, sedan vissa villkor blivit uppfyllda, utbrytas två församlingar: Norrfjärden i norra delen av församlingen och Hortlax i sydöstra delen av församlingen. Utbrytningarna skedde 1 maj 1915 (enligt beslut 31 december 1914) för Norrfjärdens församling med 4 600 invånare (befolkning 31 december 1915) och omfattande en areal av 501,76 km², varav 482,01 km² land, och 1 januari 1918 (enligt beslut 28 september 1917) Hortlax församling, med 3 439 invånare (befolkning 31 december 1917) och omfattande en areal av 319,12 km², varav 291,83 km² land. Enligt beslut 18 mars 1932 överfördes 1 januari 1933 holmarna Lilla Björn och Olsvensakallen omfattande en areal av 0,04 km², varav allt land, från Piteå landsförsamling till Norrfjärdens församling.
1 januari 1940 (enligt beslut 31 mars 1939) överfördes vissa områden med 838 invånare omfattande en areal av 2,86 km², varav 2,46 km² land, från Piteå landsförsamling till Piteå stadsförsamling och i motsatt riktning vissa områden med 147 invånare och omfattande en areal av 0,73 km², varav allt land. 1 januari 1941 (enligt beslut 15 mars 1940) överfördes vissa obebodda områden omfattande en areal av 18,90 km², varav 18,86 km² land, från Piteå landsförsamling till Älvsby församling. 1 januari 1966 överfördes från Piteå landsförsamling och Piteå kyrkobokföringsdistrikt till Älvsby församling ett obebott område omfattande en areal av 1,02 km² land. 1 januari 1973 överfördes från Piteå landsförsamling och Piteå kyrkobokföringsdistrikt till Norrfjärdens församling ett obebott område omfattande en areal av 0,0 km².
Piteå landsförsamlingen uppgick 1 januari 2010 tillsammans med Piteå stadsförsamling i Piteå församling.
Församlingen var mellan 1 januari 1926 och 1 juli 1991 uppdelad i två kyrkobokföringsdistrikt: Piteå kbfd (250201, från 1967 258103) och Markbygdens kbfd (250202, från 1967 258104).

### Pastorat
- 1320-talet: eget pastorat.
- 1330-talet: moderförsamling i Piteå, Luleå och Torneå pastorat.
- 1340-talet till omkring 1400: annexförsamling i Luleå pastorat.
- omkring 1400 till omkring 1580: eget pastorat.
- omkring 1580 till 1606: moderförsamling i pastoratet Piteå och Arvidsjaur.
- 1606 till 1614: eget pastorat.
- 1614 till 1635: moderförsamling i pastoratet Piteå och Arvidsjaur.
- 1635 till 24 september 1640: moderförsamling i pastoratet Piteå, Arvidsjaur och Silbojokk.
- 24 september 1640 till 1686: eget pastorat.
- 1686 till 1809: moderförsamling i pastoratet Piteå landsförsamling och Piteå stadsförsamling.
- 1809 till 1 januari 1895: moderförsamling i pastoratet Piteå landsförsamling, Piteå stadsförsamling och Älvsby
- 1 januari 1895 till 1 maj 1901: moderförsamling i pastoratet Piteå landsförsamling och Piteå stadsförsamling.
- 1 maj 1901 till 1918: eget pastorat.
- 1 januari 1918 till 1 maj 1918: moderförsamling i pastoratet Piteå landsförsamling och Hortlax.
- 1 maj 1918 till 1 januari 2010: eget pastorat.

På 1880-talet var Piteå pastorat ett regalt pastorat av första klassen. Pastorats uppdelning på klasser upphörde genom lagen angående tillsättning av präster den 26 oktober 1883 och systemet med regala pastorat avskaffades genom 1910 års prästvallag.

## Areal
Piteå landsförsamling omfattade den 1 januari 1911 en areal av 3 144,93 kvadratkilometer, varav 3 014,53 kvadratkilometer land, och den 1 januari 1952 en areal av 2 302,98 km², varav 2 220,06 km² land. Båda dessa arealsiffror var baserade på Generalstabskartan i skala 1:100 000 över Norrbottens län upprättad 1876-1897. Efter nymätningar och arealberäkningar färdiga den 1 januari 1954 omfattade församlingen den 1 januari 1961 en areal av 2 360,12 km², varav 2 221,93 km² land. Piteå landsförsamling omfattade den 1 januari 1986 en areal av 2 359,0 km², varav 2 220,9 km² land.

## Befolkningsutveckling
| Befolkningsutvecklingen i Piteå landsförsamling 1805–2005 | Befolkningsutvecklingen i Piteå landsförsamling 1805–2005 | Befolkningsutvecklingen i Piteå landsförsamling 1805–2005 | Befolkningsutvecklingen i Piteå landsförsamling 1805–2005 | Befolkningsutvecklingen i Piteå landsförsamling 1805–2005 |
| --- | --------------------------------------------------------- | --------------------------------------------------------- | --------------------------------------------------------- | --------------------------------------------------------- |
| |                                                           |                                                           |                                                           |                                                           |
| År |                                                           |                                                           | Folkmängd                                                 |                                                           |
| 1805 | 1805                                                      |                                                           | 6 151                                                     |                                                           |
| 1810 | 1810                                                      |                                                           | 5 862                                                     |                                                           |
| 1820 | 1820                                                      |                                                           | 6 061                                                     |                                                           |
| 1830 | 1830                                                      |                                                           | 7 368                                                     |                                                           |
| 1840 | 1840                                                      |                                                           | 7 869                                                     |                                                           |
| 1850 | 1850                                                      |                                                           | 9 114                                                     |                                                           |
| 1860 | 1860                                                      |                                                           | 10 451                                                    |                                                           |
| 1870 | 1870                                                      |                                                           | 11 638                                                    |                                                           |
| 1880 | 1880                                                      |                                                           | 13 682                                                    |                                                           |
| 1890 | 1890                                                      |                                                           | 15 535                                                    |                                                           |
| 1900 | 1900                                                      |                                                           | 17 951                                                    |                                                           |
| 1910 | 1910                                                      |                                                           | 19 640                                                    |                                                           |
| 1920 | 1920                                                      |                                                           | 12 674                                                    |                                                           |
| 1930 | 1930                                                      |                                                           | 13 808                                                    |                                                           |
| 1935 | 1935                                                      |                                                           | 14 459                                                    |                                                           |
| 1940 | 1940                                                      |                                                           | 14 020                                                    |                                                           |
| 1945 | 1945                                                      |                                                           | 14 075                                                    |                                                           |
| 1950 | 1950                                                      |                                                           | 13 845                                                    |                                                           |
| 1955 | 1955                                                      |                                                           | 13 759                                                    |                                                           |
| 1960 | 1960                                                      |                                                           | 13 709                                                    |                                                           |
| 1965 | 1965                                                      |                                                           | 14 260                                                    |                                                           |
| 1970 | 1970                                                      |                                                           | 15 252                                                    |                                                           |
| 1975 | 1975                                                      |                                                           | 16 285                                                    |                                                           |
| 1980 | 1980                                                      |                                                           | 16 649                                                    |                                                           |
| 1985 | 1985                                                      |                                                           | 16 713                                                    |                                                           |
| 1990 | 1990                                                      |                                                           | 16 809                                                    |                                                           |
| 1995 | 1995                                                      |                                                           | 16 988                                                    |                                                           |
| 2000 | 2000                                                      |                                                           | 16 689                                                    |                                                           |
| 2005 | 2005                                                      |                                                           | 16 760                                                    |                                                           |
| Anm: Älvsby församling ingick 1805 och 1810. Norrfjärdens församling utbruten 1 maj 1915 och Hortlax församling utbruten 1918. För åren 1805-1945: befolkning enligt folkräkning 31 december enligt den administrativa indelningen den 1 januari följande år. 1950 avser befolkning enligt folkräkning den 31 december enligt den administrativa indelningen den 1 januari 1952. 1955 avser den kyrkobokförda befolkningen den 31 december enligt den administrativa indelningen den 1 januari följande år. 1960, 1965 och 1970 avser befolkning enligt folkräkning den 1 november enligt den administrativa indelningen den 1 januari följande år. För åren 1975-2005: befolkning enligt 31 december enligt den administrativa indelningen den 1 januari följande år. |                                                           |                                                           |                                                           |                                                           |

## Kyrkoherdar
| Ämbetstid | Namn                   | Levnadstid | Övrigt                                      |
| --------- | ---------------------- | ---------- | ------------------------------------------- |
| –1339     | Laurentius             |            |                                             |
| 1339      | Petrus                 |            |                                             |
| 1438      | Olauus                 |            |                                             |
| –1536     | Augustinus             |            |                                             |
| 1536–1542 | Andreas Stolpe         |            |                                             |
| 1544–1565 | Andreas Johannis       |            |                                             |
| 1566–1600 | Andreas Nicolai        | –1600      |                                             |
| 1600–1628 | Nicolaus Andreæ Rhen   | –1628      |                                             |
| 1629–1649 | Johannes Hossius       | –1649      |                                             |
| 1650–1655 | Thomas Jacobi Rozelius |            |                                             |
| 1656–1689 | Olaus Graan            | 1618–1689  |                                             |
| 1691–1693 | Petrus Graan           | 1654–1693  |                                             |
| 1695–1713 | Christopher Anzenius   | 1652–1713  |                                             |
| 1714      | Carl Wänman            | 1659–1714  | Avled före tillträdet.                      |
| 1716–1738 | Daniel Solander        | 1669–1738  |                                             |
| 1741–1760 | Carl Solander          | 1699–1760  |                                             |
| 1763–1765 | Erik Rhen              | 1704–1765  |                                             |
| 1768–1797 | Theophilus Gran        | 1723–1797  |                                             |
| 1799–1816 | Jonas Nordvall         | 1748–1816  |                                             |
| 1818–1830 | Brynolf Hesselgren     | 1770–1830  |                                             |
| 1833–1855 | Isak Grape             | 1779–1855  |                                             |
| 1859–1885 | Pehr Stjernberg        | 1798–1885  |                                             |
| 1888–1897 | Gustaf Höijer          |            | Senare kyrkoherde i Skellefteå församling.  |
| 1897–1909 | Alfred Nygren          | 1855–      | Senare kyrkoherde i Nordmalings församling. |
| 1910–1934 | Axel Sandin            | 1860–1947  |                                             |

### Komministrar
| Ämbetstid  | Namn                   | Levnadstid | Övrigt                                    |
| ---------- | ---------------------- | ---------- | ----------------------------------------- |
| 1539       | Laurens                |            |                                           |
| 1550       | Olaus                  |            |                                           |
| 1593–1600  | Nicolaus Andreae       |            |                                           |
| 1593       | Martinus Nicolai       |            |                                           |
| 1606, 1609 | Nicolaus Matthiae      |            |                                           |
| 1613       | Ericus                 |            |                                           |
| 1616–1623  | Nicolaus martini       |            |                                           |
| 1629       | Johannes Hossius       |            |                                           |
| 1629       | Michael Nicolai        |            |                                           |
| 1633–1640  | Petrus Turdinus        |            |                                           |
| 1641–1664  | Samuel Edvardi Rhen    |            |                                           |
| 1664–1679  | Lars Henriksson Strand |            |                                           |
| 1680–1690  | Petrus Graan           |            | Senare kyrkoherde i församlingen.         |
| 1690–1700  | Samuel Petri Hortelius | –1700      |                                           |
| 1701–1712  | Samuel Samuelsson Rhen |            |                                           |
| 1714–1717  | Erik A. Molin          |            |                                           |
| 1718–1738  | Petrus Thelaus         | 1663–1738  |                                           |
| 1743–1747  | Jonas Djupaedius Ström | 1706–17    |                                           |
| 1749–1772  | Erik Hellberg          | 1710–1772  |                                           |
| 1776–1782  | Axel Örnberg           |            | Senare kyrkoherde i Burträsks församling. |
| 1785       | Richard Roslin         | 1719–1785  |                                           |
| 1788–1806  | Jonas Risberg          | 1747–1806  |                                           |
| 1809–1826  | Israel Magnus Granlund | 1764–1826  |                                           |
| 1826       | Pehr Södermark         | 1780–1827  |                                           |
| 1829–1856  | Johan Clausén          | 1800–1856  |                                           |
| 1859–1888  | Jonas Nygren           | 1814–1888  |                                           |
| 1890–1914  | Nils Anton Nordström   | 1854–1914  |                                           |

| Ämbetstid | Namn                | Levnadstid | Övrigt                                     |
| --------- | ------------------- | ---------- | ------------------------------------------ |
| 1871–1873 | Jonas Löfgren       |            | Senare kyrkoherde i Bjurholms församling.  |
| 1876–1888 | Gustaf Höijer       |            | Senare kyrkoherde i Skellefteå församling. |
| 1889–1903 | Axel Simeon Sandin  |            | Senare kyrkoherde i församlingen.          |
| 1905–1917 | Nils Johan Nordberg | 1860–1917  |                                            |

## Kyrkor
- Öjeby kyrka
- Långträsks kyrka
- Infjärdens kyrka
- Furubergskyrkan
- Gråträsk kapell